# 女干探
《女干探》（英語：Lady Blue）是1985年9月15日至1986年1月25日在美国广播公司首播的美国侦破动作电视剧。节目由大卫·格伯制作，试播集以電視電影形式在同年4月15日播出后获美国广播公司相中。《女干探》主要围绕杰米·罗斯扮演的芝加哥警探凯蒂·马奥尼展开，她在处理案件时往往会采用十分暴力的手段。其他演员包括丹尼·愛羅、罗恩·迪恩、黛安·多西、布鲁斯··扬、南·伍兹和里卡多·古铁雷斯，剧中还有強尼·戴普客串出镜，是他颇早的演出经历。电视剧就在芝加哥实地取景，杰克·普里斯特利任摄影总监。电视评论员认为《女干探》着重描述暴力，女主角与克林特·伊斯特伍德诠释的形象接近，堪称“肮脏的哈里特”。罗斯自称因为喜欢侦破动作剧的风格加入，为演好角色，她不但观看伊斯特伍德主演的电影，还从本人那里获得如何掌握枪支的建议並到靶场练习。
试播集播出后，多家看门狗组织（特别是全国电视暴力联盟）批评《女干探》是最暴力的电视节目。部分受到过度暴力内容投诉的影响，美国广播公司将节目播出时间从周四改到周六，后于1986年初停播。电视剧播映期间评价普遍不佳，但电视研究学者认为这些批评很可能源于性别歧视。《女干探》后在主要面向女观众的电视剧重播，至今没有发布数码多功能影音光盘、蓝光光盘或流媒体，版权归米高梅所有但暂无家用媒体发行计划。

## 内容大纲和人物

凯蒂·马奥尼（图）经常采用暴力手段办案，评论文章将她与肮脏的哈里相比。杰米·罗斯获得克林特·伊斯特伍德的用枪指导并到靶场练习。

《女干探》是侦破动作电视剧，主要围绕杰米·罗斯（Jamie Rose）扮演的芝加哥警探凯蒂·马奥尼（Katy Mahoney）展开，讲述她处理案件时采用的暴力手段，以及与同事间的紧张关系。马奥尼是芝加哥警察局暴力犯罪科探员，据《纽约观察家报》的布莱恩·里斯曼（Bryan Reesman）所述，一头“火热红发”的她喜欢动武而且“过度暴力”。她最常用的武器是.357麥格農手枪，《纽约时报》的约翰·奥康纳（John J. O'Connor）认为这种手枪太大，和她体型不搭，右手持枪显得有些滑稽。马奥尼的工作能力毋庸置疑，能“像大多数男人看体育新闻一样发现犯罪行为”。
女主角办案的暴力风格在节目试播开头就展露无遗：马奥尼在美容院看到银行劫案，于是枪杀三名劫匪再走回店里修脚。电视评论员根据这段称她是“肮脏的哈里特”（Dirty Harriet）或“肮脏的哈里埃特”（Dirty Harriette），与克林特·伊斯特伍德诠释的相提并论，乔恩·安德森（Jon Anderson）在《芝加哥論壇報》发文，称她仿佛快枪手麦格罗（Quick Draw McGraw）加上些许約翰·韋恩和克林特·伊斯特伍德的感觉。另据罗斯表示，马奥尼的人物灵感源自肮脏的哈里、韦恩和兰博。剧中马奥尼多次受到滥用暴力投诉，与警局内务科关系紧张。
虽然大部分领导都不认可马奥尼，但直属上级特里·麦克尼科尔斯（Terry McNichols，丹尼·愛羅饰）警督更加理解和认同她的做法。麦克尼科尔斯喜欢吃辣味热狗，相对而言更能接受马奥尼对待犯罪行动的非传统做法，但还是批评她太依赖暴力。罗斯认为麦克尼科尔斯类似犯罪剧情电视剧《黑道家族》中的人物。在奥康纳看来，愛羅扮演的麦克尼科尔斯仿佛模仿20世纪40年代电影中烂醉如泥的马西·罗森布鲁姆（Maxie Rosenbloom），让人感到很不自然。
根据剧情设定，马奥尼的父亲、兄弟和爱人都是节目开始前便已殉职的警察，奥康纳认为这正是女主角生存欲望和韧性极强的重要原因。剧中其他人物包括警探吉诺·吉安内利（Gino Gianelli，罗恩·迪恩饰）和夫人罗丝（Rose，黛安·多西饰）、警员卡西迪（Cassidy、布鲁斯··扬饰）、麦克尼科尔斯的侄女威洛（Willow，南·伍兹饰）和马奥尼的线人哈维（Harvey，里卡多·古铁雷斯饰）。剧中还有強尼·戴普客串出演连环杀手的兄弟，这也是他颇早的演出经历。
墨西哥女演员凯蒂·乔拉杜在试播集扮演可卡因毒贩头目多娜·玛丽亚·特蕾莎（Dona Maria Theresa），美国男演员阿杰·奈杜（Ajay Naidu）和吉姆·布朗（Jim Brown）分别饰演“精于世故的流浪汉”帕奎托（Paquito）及“南方毒品沙皇”。愛羅的好友是剧中臨時演員，扮演的人物被剧组及其他演员戏称为“有背景警探”。《华盛顿邮报》刊登汤姆·谢尔斯（Tom Shales）的评述，认为《女干探》整体基调“直截了当（而且）极其暴力”。

## 制作

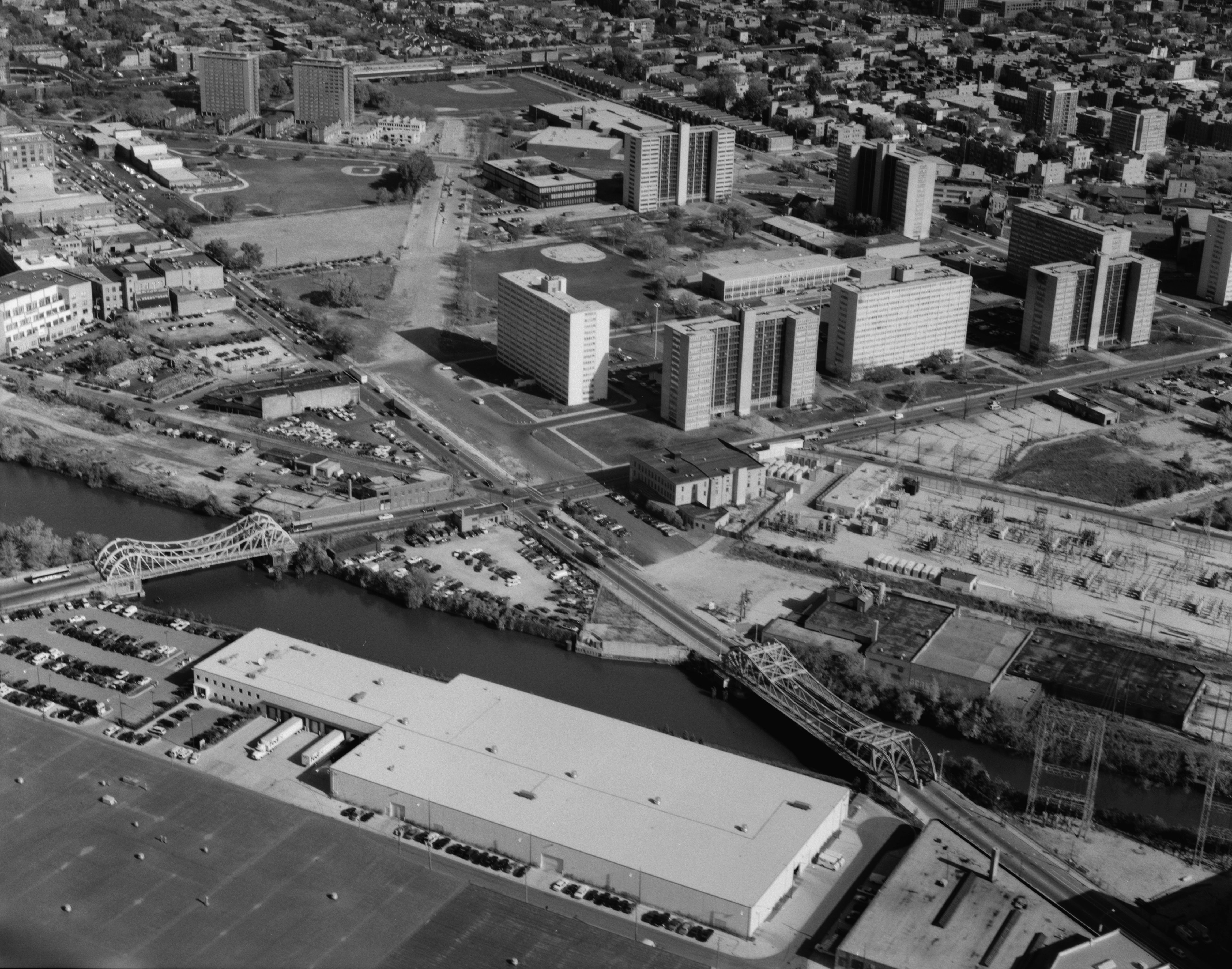
《女干探》有一集是在芝加哥卡布里尼－格林住宅区（摄于1999年）取景

大卫·格伯（David Gerber）是《女干探》的執行製作人，导演包括盖伊·马格（Guy Magar）和盖瑞·尼尔森（Gary Nelson），杰克·普里斯特利（Jack Priestley）任摄影总监。电视剧由米高梅電視公司和大卫·格伯制片共同制作，约翰·卡卡瓦斯（John Cacavas）作曲。女演员阿尔内茨亚·沃克（Arnetia Walker）演唱片头主题歌《回归警队》（Back to the Blue）。电视剧就在芝加哥多处实地摄制，取景地包括卡布里尼－格林住宅区（Cabrini–Green Homes）。据罗斯回忆，节目在卡布里尼－格林住宅区的拍摄工作很不顺利，居民不但威胁演员和剧组人员，甚至还把瓶子砸过来。
马奥尼是罗斯在肥皂剧《鹰冠庄园》（Falcon Crest）中饰演薇姬·乔伯蒂（Vickie Gioberti）后出演的第一个角色；里斯曼对选中罗斯出演《女干探》颇感意外，因为她此前给人留下的印象不过是酷愛飲料广告中和賓尼兔一起玩的孩子。在他看来，罗斯过去的个人形象偏向自由派，“更加乐观，爱好娱乐”，这与马奥尼“钢铁般的意志以及对待犯罪的保守立场”截然相反。罗斯本人表示，她就是因为对侦破动作电视剧感兴趣而参演《女干探》：“动作戏太好玩儿啦，我要么被绑起来，要么挂起来，还能开枪，跳车，感觉就像拍西部片。”《橘郡纪事报》（Orange County Register）认为，马奥尼和是薇姬·乔伯蒂是罗斯最知名的两个角色。
罗斯观看伊斯特伍德演出的电影（包括《肮脏的哈里》系列）并练习掌握枪支，为出演马奥尼准备。她曾与伊斯特伍德在1984年的电影《黑色手铐》（Tightrope）和1985年的独立单元剧《惊异传奇》（Amazing Stories）合作，后者还曾告诉她如何模仿使用枪械。除伊斯特伍德的协助外，罗斯还在芝加哥靶场练习用枪。罗斯认为饰演马奥尼的体力要求很高，但她无意尝试方法演技，拍戏时只能靠特技替身（stunt double）。罗斯对评论中将她的角色和“肮脏的哈里”对比颇感不以为感，称“很不一样的好不好，毕竟我是女人，能够表现的情绪可比伊斯特伍德先生多得多”。
罗斯声称，罪案剧情电视剧《女警察》（Police Woman）及《特工克里斯蒂》（Get Christie Love!）的构想与《女干探》类似，但里斯曼认为《特工克里斯蒂》的暴力程度远不及《女干探》。奥康纳把本剧暴力程度和伊斯特伍德演出的电影相比，认为新剧就像神奇女俠和迪克·崔西连环漫画的综合体。恐怖文学作家文斯·利亚古诺（Vince A. Liaguno）2011年的著作指出，《女干探》和《纽约重案组》（NYPD Blue）都更注重描绘暴力。罗斯在2017年接受采访时表示，《女干探》是当时最暴力的电视剧，此前电视上极少出现马奥尼这样“嗜血”的人物，但她也认为，与后来者相比，这些都是小巫见大巫。

## 分集
| 集數 | 標題           | 導演                 | 編劇                               | 首播日期       |
| --- | -------------- | -------------------- | ---------------------------------- | -------------- |
| 1 | 试播           | 盖瑞·尼尔森          | 罗伯特·文森特·奥尼尔               | 1985年4月15日  |
| 凶杀案警探凯蒂·马奥尼多次遭到警察暴力投诉，因此被调到芝加哥警察局“老妇女中队”（Matron Squad）。马奥尼在调查商店盗窃案和两起母子被杀案时发现，这些案件与可卡因贩毒集团有关。 |                |                      |                                    |                |
| 2 | 死亡谷纪念日   | 维吉尔·W·沃格尔（Virgil Vogel）  | 南希·奥德利（Nancy Audley）与霍华德·切斯利（Howard Chesley） | 1985年9月26日  |
| 马奥尼在调查住宅区谋杀案时发现，当地人都被阿尔文·邦格（Alvin Banger）及其领导的帮派团伙恐吓。得知邦格强迫儿童进入商店和民宅行窃后，马奥尼决定打倒他的帮派。                 |                |                      |                                    |                |
| 3 | 罗密欧与朱丽叶 | 罗伯特·文森特·奥尼尔 | 马克·罗杰斯                        | 1985年10月3日  |
| 街头两大敌对帮派开战，来自两方的一对男女产生感情，马奥尼想要帮助他们获得更安定的未来。                                                                          |                |                      |                                    |                |
| 4 | 食肉猛兽       | 盖伊·马格            | 南希·劳伦斯（Nancy Lawrence）                    | 1985年10月10日 |
| 马奥尼在调查南区多起谋杀案线索期间发现连环杀人犯。 |                |                      |                                    |                |
| 5 | 寡妇制造者     | 迈克·维哈（Mike Vejar）        | 艾莉森·霍克（Allison Hock）                    | 1985年10月17日 |
| 马奥尼发现越南刺客来到美国，专门刺杀移居美国的前越南军人和难民。                                                                                                |                |                      |                                    |                |
| 6 | 猎手           | 克里斯蒂安·尼比（Christian I. Nyby II）  | 罗伯特·文森特·奥尼尔               | 1985年11月16日 |
| 马奥尼调查多起谋杀案，凶手利用非常规武器和毒药作案。 |                |                      |                                    |                |
| 7 | 死亡肖像       | 迈克·维哈            | 安东尼·劳伦斯（Anthony Lawrence）和南希·劳伦斯     | 1985年11月23日 |
| 罪案主谋聘请杀手对付所有导致他入狱的人，马奥尼及前男友律师首当其冲。马奥尼在调查过程中发现前男友可能涉嫌犯罪。                                                  |                |                      |                                    |                |
| 8 | 恐怖           | 约翰·弗洛瑞亚（John Florea）    | 比尔·德里斯基尔（Bill Driskill）                | 1985年11月30日 |
| 马奥尼渗透恐怖组织后发现，组织的主要目标是瓦解芝加哥政坛。 |                |                      |                                    |                |
| 9 | 白色设计师     | 阿诺德·拉文（Arnold Laven）      | 迈克尔·阿尼曼（Michael Ahnemann）                  | 1985年12月7日  |
| 马奥尼遇到毒贩后被注射致幻剂，然后产生各种幻觉并在城内到处游荡。                                                                                                |                |                      |                                    |                |
| 10 | 死亡陷阱       | 盖伊·马格            | 马克·罗杰斯                        | 1985年12月21日 |
| 地方毒品网络头目被杀，马奥尼在追踪凶手期间发现刺杀行动旨在建立国际毒品网络。                                                                                    |                |                      |                                    |                |
| 11 | 蝎子的刺       | 约翰·汉考克（John Hancock）      | 罗伯特·文森特·奥尼尔               | 1986年1月11日  |
| 马奥尼受命抓捕以杀人为乐的前陆军特种兵及其帮派。 |                |                      |                                    |                |
| 12 | 西尔维         | 迈克·维哈            | 迈克尔·阿赫曼（Michael Ahemann）                  | 1986年1月18日  |
| 马奥尼查案时发现女警被杀很可能是为掩盖事涉政客、色情工作者和银行家的丑闻。                                                                                      |                |                      |                                    |                |
| 13 | 竭尽全力       | 杰瑞·詹姆森（Jerry Jameson）      | 马克·罗杰斯                        | 1986年1月25日  |
| 犯罪集团对之前的逮捕怀恨在心，将马奥尼和吉诺·吉安内利（Gino Gianelli）警探绑架。                                                                                             |                |                      |                                    |                |
| 14 | 威洛的牛仔     | 杰瑞·詹姆森          | 马克·罗杰斯                        | 1986年         |
| 特里·麦克尼科尔斯的侄女失踪，马奥尼在调查期间发现企图盗窃牛精液的牛仔团伙。                                                                                     |                |                      |                                    |                |

## 播映
1985年9月15日至1986年1月25日，美国广播公司共播出13集《女干探》。。试播集本是1985年4月15日播映的电视电影，后又在九月当成试播节目重新播出。据李·马古利斯（Lee Margulies）在《洛杉矶时报》刊登的报导记载，四月的电视电影收视成绩很好。电视剧开播后因着重描绘暴力挨批，是看门狗组织的重点关注对象。试播集共有18人被杀，制作人甚至承诺将来的节目会死更多人。播出期间，全国电视暴力联盟（The National Coalition on Television Violence）谴责这是电视上“最暴力的节目”。罗斯对此辩称《女干探》无意据实描绘警察，更像发生在英雄奇迹世界的故事，马奥尼就像超级英雄。
《女干探》起初占据北美东部时区周四晚八点档，在同时段节目中收视排名第三，仅次于半小时情景喜剧《歡樂酒店》和《夜间法庭》（Night Court），以及侦破剧《西蒙兄弟》（Simon & Simon）。播出七集后，节目播出时间后移到九点，为《浮华世家》（The Colbys）让路。美国广播公司一度宣布续订《女干探》，声称会改在每周的另一天播出，如果收视率理想就每周都会播映。节目后来改为周六晚九点档，需同《黃金女郎》竞争，但过分暴力的投诉如影随形。
美国广播公司于1986年初停播《女干探》，里斯曼认为收视成绩不理想也是节目取消的重要原因。罗斯事后表示：“无论如何，这都是很棒的经历。人这辈子能主演电视剧的机会可不多，特别是女人”。电视台后来重播《女干探》，该台主要面向女观众，所播电视剧一向涉及以传统男子岗位为职业的女角色，如《维罗妮卡·克莱尔》（Veronica Clare）和《共犯》（Partners in Crime）中的女私家侦探，以及《凯·奥布莱恩》（Kay O'Brien）中的女医师。本剧至今没有发布数码多功能影音光盘、蓝光光盘或流媒体，版权归米高梅所有，但暂无家用媒体发行计划。

## 专业评价
《女干探》播出期间，大部分评论批评剧中过分强调暴力。奥康纳认为剧中暴力过于盲目，执法手段引人质疑，安德森认为节目本来颇具潜力：“如果能多播几季，杰米·罗斯可能成为大明星”。戴维·英曼（David Inman）1991年的著作《电视百科全书》声称，即便美国广播公司播过的愚蠢节目不可胜数，但《女干探》依旧名列前茅。《华盛顿邮报》刊登劳埃德·格罗夫（Lloyd Grove）的评论，认为《女干探》本是很好看的快节奏节目，但对暴力的过分依赖不但喧宾夺主，而且令人厌恶，他还批评编剧罗伯特·文森特·奥尼尔（Robert Vincent O'Neill）剽窃伊斯特伍德主演电影和1971年影片《法国贩毒网》的构思。。里斯曼认为电视剧虽然评价欠佳，但青少年观众，特别是男观众应该会喜欢马奥尼的外貌和态度。
电视研究学者卡里·奥德尔（Cary O'Dell）2013年的著作《琼·克里弗是女权主义者！：重新审视早期电视中的女角色》（June Cleaver Was a Feminist!: Reconsidering the Female Characters of Early Television）认为，《女干探》是幻想“女子主导硬汉警察体裁电视剧”的“有趣实验”。在他看来，无论马奥尼遇到的批评还是节目那么快停播，归根究底都源自性别歧视，不过是当时的社会还不能接受女人“如此叛逆、蔑视权威并采用残忍手段（办案）”。奥德尔称赞《女干探》领先于时代，针对马奥尼的负面评价与1991年电影《塞尔玛与路易丝》两位女主角赢得的一片赞誉对比显著。